# دیوید مورس (بازیگر)
دیوید بوودیتچ مورس (به انگلیسی: David Bowditch Morse) (زاده ۱۱ اکتبر ۱۹۵۳) بازیگر آمریکایی است.
او از جمله در فیلم‌های بوسه طولانی شب‌بخیر (۱۹۹۶)، صخره (۱۹۹۶)، مسیر سبز (۱۹۹۹)، رقصنده در تاریکی، آشفته، مذاکره کننده، بلوک ۱۶، مادر و فرزند، دلیل زندگی، شانگهای، قانون کشتار، هنرمند درجه یک، رؤیاپردازان و قلب‌ها در آتلانتیس حضور داشته‌است.